# Neoperla montivaga
Neoperla montivaga är en bäcksländeart som beskrevs av Peter Zwick 1977. Neoperla montivaga ingår i släktet Neoperla och familjen jättebäcksländor. Inga underarter finns listade i Catalogue of Life.